# Ƙ
Ƙ ، ƙ یکی از حروف الفبای لاتین است و در زبان هوسه مورد استفاده‌است. این حرف نشان‌دهندهٔ آوای [kʼ] می‌باشد .
در گذشته در الفبای آوانگاری بین‌المللی، ƙ نشان‌دهندهٔ هم‌خوان مکیده بوده، ولی از ۱۹۹۳ میلادی [ɠ̊] جایگزین آن شده‌است.